# Меланија Николић Гајчић
Меланија Николић Гајчић (Кикинда, 10. октобар 1829 — Кикинда, 16. новембар 1912) била је српска народна добротворка. Један је од највећих добротвора Српске православне цркве у Банату и ктиторка Манастира Свете Тројице у Кикинди. Сматра се једном од најзначајнијих и најзанимљивијих жена у Кикинди у другој половини 19. и с почетка 20. века. Признање Града Кикинде за хуманост и добротворни рад носи назив по Меланији Николић Гајчић.

## Биографија

### Порекло и младост
Меланија Мела Николић рођена Гајчић (према неким записима Гаичић и Гачић), била је ћерка Димитрија и Марије Гајчић. Породица Гајчић је средином 18. века, након распуштања Потиско-поморишке војне границе, дошла у Кикинду из Поморишја. Отац Меланије, Димитрије Гајчић, био је чиновник на високом положају у Магистрату Диштрикта. Успешно је пословао продајући иберланд, слободну државну земљу и стекао велики иметак. Мајка Меланије, била је Марија Николић из Арада, сестричина епископа будимског Арсенија Станојевића. Живели су у кући под бројем 1812. Ова кућа налази се данас у улици Светозара Милетића 16 и део је ОШ Ђура Јакшић. Димитрије и Марија имали су двоје деце, Меланију и 5 година млађег сина, Михаила. Породица је била имућна и поред неколико кућа у граду, имали су две суваче  и велике површине обрадиве земље. Дешавања у Европи 1848. и 1849. године, нису заобишла ни Кикинду. Сукоби су избили око поделе иберланда, али су убрзо прерасли у сукобе по националној основи. Иако већ у годинама, Димитрије Гајчић био је у редовима српске војске која се сукобила са мађарском војском. Погинуо је 1849. године, у бици код Мокрина. Након његове смрти, тадашња власт оспорила је породици право на наследство и покренула одузимање целокупне имовине, због неизмирених обавеза и нерашчишћених рачуна које је Димитрије оставио. Меланија је 1850. године остала и без мајке, Марије. Имала је 21, а брат Михаило 16 година.

### Брак и породица
Девет дана након мајчине смрти, Меланија се удала за чиновника из Кикинде, Јована Николића. Јован је био правобранилац у Магистрату. Брачни пар је живео у кући Јованове породице. С обзиром на недавне смрти Димитрија и Марије, Меланијиних родитеља, први период брака обележило је питање наследства које јој је Магистрат упорно оспоравао. Имање је запечаћено и нису се могли користити приходи са њега. Меланија није успела ни да добије старатељство над братом. Рано је остала удовица. Јован се разболео и умро након пет година брака, 1856. године. Забележено је да је Меланија тада одлучила да се више не удаје и да је одбила многобројне понуде за удају.

### Повратак и подела наследства
Када је Михаило напунио 21 годину, скинут је печат са њихове имовине, која се од тада водила као заједничка, Михаилова и Меланијина. Међутим, Михаило је имао склоност да имање троши, а Меланија му је то бранила. То је водило ка сукобу између њих двоје. На обостран захтев, имање је подељено 1866. године. Коначно је могла самостално да управља својим делом, који је убрзо увећала. Иако није желела да се удаје, Меланија је желела наследника. Ванбрачно је родила двоје деце, ћерку Екатарину, која је убрзо после рођења умрла и сина Павла. Павла је припремала за свог наследника. Такође је усвојила дете које је рођено ванбрачно на имању њеног брата. Дечака Михаља, рођеног 1866. одгајала је са својим сином. Поучена лошим искуством, Меланија је написала тестамент, којим је сву своју имовину завштала сину Павлу, који је тада имао 15. година. 1869. године, умро је Меланијин брат Михаило. Његову имовину, наследила је Меланијина снаха, која је након мужевљеве смрти имала проблеме са закупцима земље и желела да прода земљу у Кикинди. Мела је откупила братов део и на овај начин испунила своју жељу да обједини очеву имовину.

### Породичне трагедије
Павле се оженио у 19. години Марином Зубанов. Меланија није била задовољна избором свог сина, због тога што су били у крвном сродству.  Павле и Марина су добили сина, Димитрија који је живео свега 9 месеци. Убрзо после њега умро је и Павле. Ови трагични догађаји дубоко су погодили Меланију. Сви њени планови за будућност, потупно су изгубили смисао. Из корена је променила живот. Подигла је капелу, надомак гробља на Вашаришту (данас Мелино гробље). У њу је пренела посмртне остатке својих родитеља, сина Павла, унука Димитрија и брата Михаила. 

### Изградња Манастира Свете Тројице
Затим је, 1885. године, кренула у зидање Манастира, данас Манастир Свете Тројице. Изградња је завршена 1887. Иконе за манастир израдио је кикиндски сликар Ђура Пецић. Такође је доградила породичну кућу својих родитеља у тада Олушкој улици, данас улица Светозара Милетића. Кућа коју је подигла била је намењена духовнику Манастира. На истом плацу, подигла је и кућу за себе у којој је боравила када је долазила у Кикинду. Већи део времена проводила је на скромном салашу у близини села Тоба.  

### Сиротињска мајка
Заблежено је да након трагедија које су је погодиле, није одбила да помогне никоме ко је тражио помоћ од ње. Помагала је сиромашне и болесне, давала новац за школовање деце из сиромашних породица. Добила је надимак Сиротињска мајка. Кикинду је 1888. године погодио велики пожар у којем је изгорело више од три  стотине кућа. Велику помоћ народу, пружила је тада управо Меланија. Умрла је на свом салашу, 16. новембра 1912. године, у 83. години живота. Сахрањена је у гробници, испод пода храма, где се већ налазила цела њена породица.

## Оставштина Меланије Николић Гајчић
Раније написан тестамент којим своју имовину оставља сину Павлу поништила је 1901. године. Новим тестаментом сву своју имовину завештала је Манастиру Свете Тројице. Оставштина је обухватала 300 јутра обрадиве земље, некретнине међу којима је и кућа њених родитеља, коју је Меланија касније проширила и доградила (данас ОШ Ђура Јакшић) и сву уштеђевину. Желела је да Манастир буде њен једини наследник. Оставила је детаљна упутства како да се користе приходи од имања - за подмиривање јавних дажбина, издржавање цркве и њених службеника. Остатак је наменила за помоћ сиромашним ученицима и у друге хуманитарне сврхе.. Аграрном реформом у Краљевини СХС 1920. године, од Манастира је одузето 128 јутара обрадиве земље. Након Другог светског рата, њено завештање је национализовано. Манастир је данас женски. Конак поред манастира обновљен је током осамдесетих година 20. века. Гробље које се налази поред Манастира Кикинђани  данас зову Мелино гробље.
Скупштина Града Кикинде усвојила је 2019. године одлуку да градско признање за хуманост и добротоворни рад носи име по Меланији Гајчић Николић.